# Ligue des champions de la CAF 2012
Navigation
Édition précédente Édition suivante
La Ligue des champions de la CAF 2012 sera la 47e édition de la plus importante compétition africaine de clubs mettant aux prises les meilleures clubs de football du continent africain. Il s'agit également de la 16e édition sous la dénomination Ligue des champions. Le tirage au sort a lieu en décembre 2011. La compétition débute le 17 février 2012.

## Calendrier
| Nom                                             | Match aller                        | Match retour                               | Participants |
| ----------------------------------------------- | ---------------------------------- | ------------------------------------------ | ------------ |
| Phase qualificative                             |                                    |                                            |              |
| Tour préliminaire                               | 17-19 février                      | 2-4 mars                                   | 38 → 19      |
| Premier tour                                    | 23-25 mars                         | 6-8 avril                                  | 19+13 → 16   |
| Deuxième tour                                   | 28-29 avril                        | 11-13 mai                                  | 16 → 8       |
| Phase de groupes                                |                                    |                                            |              |
| Journées 1 et 5 Journées 2 et 6 Journées 3 et 4 | 7-8 juillet 20-22 juillet 4-5 août | 1er-2 septembre 14-16 septembre 17-19 août | 8 → 4        |
| Phase finale                                    |                                    |                                            |              |
| Demi-finales                                    | 6-7 octobre                        | 20-21 octobre                              | 4 → 2        |
| Finale                                          | 4 novembre                         | 17 novembre                                | 2 → 1        |

## Primes monétaires
Les primes monétaires de l'édition 2012 sont distribués aux clubs terminant dans les 8 premiers, comme suit :
| Classement     | Club        | Fédération |
| -------------- | ----------- | ---------- |
| Vainqueur      | 1 425 000 $ | 75 000 $   |
| Finaliste      | 950 000 $   | 50 000 $   |
| Demi-finaliste | 665 000 $   | 35 000 $   |
| 3e du groupe   | 475 000 $   | 25 000 $   |
| 4e du groupe   | 380 000 $   | 20 000 $   |

## Participants
- Théoriquement, jusqu'à 55 fédérations membres de la CAF peuvent entrer dans la CAF Champions League 2010.
- Les 12 pays les mieux classés en fonction du Classement 5-Year de la CAF peuvent également inscrire 2 équipes par compétition. Pour la compétition de cette année, la Confédération africaine de football va utiliser Classement 5-Year de la CAF d'entre 2006 et 2010. En conséquence, 51 clubs ont pu entrer dans le tournoi.

Ci-dessous le schéma de qualification pour la compétition. Les nations sont affichées en fonction de leur Classement 5-Year de la CAF :
| Fédération                                                                 | Club                                                | Classement                                          |
| Fédérations avec deux représentants (Classées 1-12)                        | Fédérations avec deux représentants (Classées 1-12) | Fédérations avec deux représentants (Classées 1-12) |
| -------------------------------------------------------------------------- | --------------------------------------------------- | --------------------------------------------------- |
| Tunisie 1er - 97 pts                                                       | ES Tunis T                                          | Champion de Tunisie 2010-2011                       |
| Tunisie 1er - 97 pts                                                       | ES Sahel                                            | Vice-champion de Tunisie 2010-2011                  |
| Égypte 2e - 81 pts                                                         | Al Ahly SC                                          | Champion d'Égypte 2010-2011                         |
| Égypte 2e - 81 pts                                                         | Zamalek SC                                          | Vice-champion d'Égypte 2010-2011                    |
| République démocratique du Congo 3e - 60 pts                               | TP Mazembe                                          | Champion de RD Congo 2011                           |
| République démocratique du Congo 3e - 60 pts                               | AS Vita Club                                        | Vice-champion de RD Congo 2011                      |
| Nigeria 4e - 58 pts                                                        | Dolphin FC                                          | Champion du Nigeria 2010-2011                       |
| Nigeria 4e - 58 pts                                                        | Sunshine Stars FC                                   | Vice-champion du Nigeria 2010-2011                  |
| Soudan 5e - 47 pts                                                         | Al Merreikh                                         | Champion du Soudan 2011                             |
| Soudan 5e - 47 pts                                                         | Al Hilal                                            | Vice-champion du Soudan 2011                        |
| Algérie 6e - 45 pts                                                        | ASO Chlef                                           | Champion d'Algérie 2010-2011                        |
| Algérie 6e - 45 pts                                                        | JSM Béjaïa                                          | Vice-champion d'Algérie 2010-2011                   |
| Maroc 7e - 27 pts                                                          | Raja CA                                             | Champion du Maroc 2010-2011                         |
| Maroc 7e - 27 pts                                                          | Maghreb AS                                          | Vice-champion du Maroc 2010-2011                    |
| Mali 8e - 21 pts                                                           | Stade malien                                        | Champion du Mali 2011                               |
| Mali 8e - 21 pts                                                           | Djoliba AC                                          | Vice-champion du Mali 2011                          |
| Zimbabwe 9e - 18 pts                                                       | Dynamos FC                                          | Champion du Zimbabwe 2011                           |
| Zimbabwe 9e - 18 pts                                                       | FC Platinum                                         | Vice-champion du Zimbabwe 2011                      |
| Cameroun 10e - 14 pts                                                      | Coton Sport FC                                      | Champion du Cameroun 2010-2011                      |
| Cameroun 10e - 14 pts                                                      | Les Astres FC                                       | Vice-champion du Cameroun 2010-2011                 |
| Côte d'Ivoire 11e - 13 pts                                                 | Africa Sports                                       | Champion de Côte d'Ivoire 2011                      |
| Côte d'Ivoire 11e - 13 pts                                                 | AFAD Djékanou                                       | Vice-champion de Côte d'Ivoire 2011                 |
| Fédérations avec un seul représentant (Classées plus bas que la 12e place) |                                                     |                                                     |
| Angola 12e - 13 pts                                                        | Recreativo do Libolo                                | Champion d'Angola 2011                              |
| Zambie 12e - 13 pts                                                        | Power Dynamos FC                                    | Champion de Zambie 2011                             |
| Ghana 15e - 6 pts                                                          | Berekum Chelsea FC                                  | Champion du Ghana 2010-2011                         |
| Niger 16e - 5 pts                                                          | ASGNN                                               | Champion du Niger 2010-2011                         |
| Afrique du Sud 16e - 5 pts                                                 | Orlando Pirates FC                                  | Champion d'Afrique du Sud 2010-2011                 |
| Guinée équatoriale 18e - 1 pt                                              | CD Elá Nguema                                       | Champion de Guinée équatoriale 2011                 |
| Bénin                                                                      | AS Tonnerre de Bohicon                              | Champion du Bénin 2010-2011                         |
| Burkina Faso                                                               | ASFA Yennenga                                       | Champion du Burkina Faso 2011                       |
| Burundi                                                                    | Atlético Olympic FC                                 | Champion du Burundi 2010-2011                       |
| Centrafrique                                                               | DFC 8                                               | Champion de Centrafrique 2011                       |
| Comores                                                                    | Coin Nord de Mitsamiouli                            | Champion des Comores 2011                           |
| Congo                                                                      | Diables noirs de Brazzaville                        | Champion du Congo 2011                              |
| Éthiopie                                                                   | Ethiopian Coffee SC                                 | Champion d'Éthiopie 2010-2011                       |
| Gabon                                                                      | Missile FC                                          | Champion du Gabon 2010-2011                         |
| Gambie                                                                     | Brikama United FC                                   | Champion de Gambie 2011                             |
| Guinée                                                                     | Horoya AC                                           | Champion de Guinée 2011                             |
| Kenya                                                                      | Tusker FC                                           | Champion du Kenya 2011                              |
| Lesotho                                                                    | Lesotho Correctional Services                       | Champion du Lesotho 2010-2011                       |
| Liberia                                                                    | LISCR FC                                            | Champion du Liberia 2010-2011                       |
| Madagascar                                                                 | Japan Actuel's FC                                   | Champion de Madagascar 2011                         |
| Mozambique                                                                 | Liga Muçulmana                                      | Champion du Mozambique 2011                         |
| Ouganda                                                                    | URA SC                                              | Champion d'Ouganda 2010-2011                        |
| Rwanda                                                                     | APR FC                                              | Champion du Rwanda 2010-2011                        |
| Sénégal                                                                    | US Ouakam                                           | Champion du Sénégal 2011                            |
| Sierra Leone                                                               | Ports Authority FC                                  | Champion de Sierra Leone 2011                       |
| Swaziland                                                                  | Green Mamba FC                                      | Champion du Swaziland 2010-2011                     |
| Tanzanie                                                                   | Young Africans FC                                   | Champion de Tanzanie 2010-2011                      |
| Tchad                                                                      | Foullah Edifice FC                                  | Champion du Tchad 2011                              |
| Zanzibar                                                                   | Mafunzo FC                                          | Champion de Zanzibar 2011                           |

## Phase qualificative

### Tour préliminaire
Les treize meilleures équipes africaines sont exemptes de ce tour :
- ES Tunis
- ES Sahel
- Al Ahly SC
- TP Mazembe
- Sunshine Stars FC
- Al Merreikh
- Al Hilal
- Raja CA
- Maghreb AS
- Stade malien
- Djoliba AC
- Dynamos FC
- Coton Sport FC

| Équipe 1                 | Résultat | Équipe 2               | Aller | Retour | Tab   |
| ------------------------ | -------- | ---------------------- | ----- | ------ | ----- |
| ASFA Yennenga            | 1 - 4    | ASO Chlef              | 0 - 0 | 1 - 4  | -     |
| AS Vita Club             | 6 - 4    | Atlético Olympic FC    | 5 - 0 | 1 - 4  | -     |
| DFC 8                    | 2 - 2E   | Les Astres FC          | 1 - 0 | 1 - 2  | -     |
| Young Africans FC        | 1 - 2    | Zamalek SC             | 1 - 1 | 0 - 1  | -     |
| Missile FC               | 3 - 4    | Africa Sports          | 3 - 2 | 0 - 2  | -     |
| Ports Authority FC       | 0 - 1    | Horoya AC              | 0 - 0 | 0 - 1  | -     |
| Foullah Edifice FC       | 1 - 3    | JSM Béjaïa             | 0 - 0 | 1 - 3  | -     |
| AFAD Djékanou            | 2 - 0    | Diables noirs          | 1 - 0 | 1 - 0  | -     |
| Tusker FC                | 0 - 1    | APR FC                 | 0 - 0 | 0 - 1  | -     |
| Coin Nord de Mitsamiouli | 2 - 4    | Ethiopian Coffee SC    | 1 - 0 | 1 - 4  | -     |
| ASGNN                    | 0 - 1    | AS Tonnerre de Bohicon | 0 - 0 | 0 - 1  | -     |
| Orlando Pirates FC       | 2 - 4    | Recreativo do Libolo   | 1 - 3 | 1 - 1  | -     |
| URA SC                   | 3 - 0    | Lesotho CS             | 3 - 0 | 0 - 0  | -     |
| Mafunzo FC               | 0 - 5    | Liga Muçulmana         | 0 - 2 | 0 - 3  | -     |
| Brikama United FC        | 1 - 1    | US Ouakam              | 0 - 1 | 1 - 0  | 3 - 1 |
| CD Elá Nguema            | 0 - 6    | Dolphin FC             | 0 - 3 | 0 - 3  | -     |
| LISCR FC                 | 0 - 5    | Berekum Chelsea FC     | 0 - 2 | 0 - 3  | -     |
| Green Mamba FC           | 2 - 8    | FC Platinum            | 2 - 4 | 0 - 4  | -     |
| Japan Actuel's FC        | 1 - 8    | Power Dynamos FC       | 1 - 5 | 0 - 3  | -     |

### Premier tour
| Équipe 1               | Résultat | Équipe 2          | Aller | Retour |
| ---------------------- | -------- | ----------------- | ----- | ------ |
| ASO Chlef              | 3 - 2    | AS Vita Club      | 0 - 0 | 3 - 2  |
| DFC 8                  | 1 - 8    | Al Hilal          | 0 - 3 | 1 - 5  |
| Zamalek SC             | 2 - 2E   | Africa Sports     | 1 - 0 | 1 - 2  |
| Horoya AC              | 1 - 4    | Maghreb AS        | 1 - 1 | 0 - 3  |
| JSM Béjaïa             | 1 - 5    | AFAD Djékanou     | 1 - 2 | 0 - 3  |
| APR FC                 | 2 - 3    | ES Sahel          | 0 - 0 | 2 - 3  |
| Ethiopian Coffee SC    | 0 - 3    | Al Ahly SC        | 0 - 0 | 0 - 3  |
| AS Tonnerre de Bohicon | 2 - 5    | Stade malien      | 0 - 0 | 2 - 5  |
| Recreativo do Libolo   | 4 - 4E   | Sunshine Stars FC | 4 - 1 | 0 - 3  |
| URA SC                 | -        | Djoliba AC        | 0 - 2 | -      |
| Liga Muçulmana         | 2 - 3    | Dynamos FC        | 2 - 2 | 0 - 1  |
| Brikama United FC      | 2 - 4    | ES Tunis          | 1 - 1 | 1 - 3  |
| Dolphin FC             | 2 - 2E   | Coton Sport FC    | 2 - 1 | 0 - 1  |
| Berekum Chelsea FC     | 5 - 3    | Raja CA           | 5 - 0 | 0 - 3  |
| FC Platinum            | 2 - 5    | Al Merreikh       | 2 - 2 | 0 - 3  |
| Power Dynamos FC       | 1 - 7    | TP Mazembe        | 1 - 1 | 0 - 6  |

### Deuxième tour
Les équipes éliminées durant ce tour se verront reversées en Coupe de la confédération 2012.
| Équipe 1           | Résultat | Équipe 2          | Aller | Retour | Tab   |
| ------------------ | -------- | ----------------- | ----- | ------ | ----- |
| Al Hilal           | 2 - 2    | ASO Chlef         | 1 - 1 | 1 - 1  | 2 - 4 |
| Maghreb AS         | 0 - 4    | Zamalek SC        | 0 - 2 | 0 - 2  | -     |
| ES Sahel           | 4 - 2    | AFAD Djékanou     | 4 - 1 | 0 - 1  | -     |
| Stade malien       | 2 - 3    | Al Ahly SC        | 1 - 0 | 1 - 3  | -     |
| Djoliba AC         | 1 - 2    | Sunshine Stars FC | 1 - 1 | 0 - 1  | -     |
| ES Tunis           | 7 - 1    | Dynamos FC        | 6 - 0 | 1 - 1  | -     |
| Berekum Chelsea FC | 2 - 1    | Coton Sport FC    | 0 - 0 | 2 - 1  | -     |
| TP Mazembe         | 3 - 1    | Al Merreikh       | 2 - 0 | 1 - 1  | -     |

## Phase de groupes
Le tirage au sort a eu lieu le 15 mai 2012 au Caire. Les deux meilleures équipes de chaque groupe se qualifieront pour les demi-finales.
| Chapeau 1                          | Chapeau 2                       | Chapeau 3                           | Chapeau 4                          |
| ---------------------------------- | ------------------------------- | ----------------------------------- | ---------------------------------- |
| Espérance sportive de Tunis 42 pts | Al Ahly Sporting Club 36 pts    | Sunshine Stars Football Club 10 pts | Amal Saad Olympie Chlef 0 pt       |
| Tout Puissant Mazembe 41 pts       | Étoile sportive du Sahel 17 pts | Zamalek Sporting Club 2 pts         | Berekum Chelsea Football Club 0 pt |

### Groupe A
| Rang | Équipe            | Pts | J | G | N | P | Bp | Bc | Diff |  | Résultats (▼ dom., ► ext.) |     |     |     |     |
| ---- | ----------------- | --- | - | - | - | - | -- | -- | ---- |  | -------------------------- | --- | --- | --- | --- |
| 1    | ES Tunis          | 9   | 4 | 3 | 0 | 1 | 6  | 3  | +3   |  | ES Tunis                   |     | 1-0 | 3-2 | 1–0 |
| 2    | Sunshine Stars FC | 6   | 4 | 2 | 0 | 2 | 4  | 4  | 0    |  | Sunshine Stars FC          | 0-2 |     | 2-0 | x   |
| 3    | ASO Chlef         | 3   | 4 | 1 | 0 | 3 | 4  | 7  | -3   |  | ASO Chlef                  | 1-0 | 1-2 |     | 0-1 |
| 4    | ES Sahel          |     |   |   |   |   |    |    |      |  | ES Sahel                   | 0-2 | 0-0 | 0-1 |     |

L'Étoile du Sahel est disqualifiée de la compétition à la suite des graves incidents survenus lors du match comptant pour la quatrième journée contre l'Espérance de Tunis. Tous les résultats obtenus par l'ES Sahel lors des précédentes journées sont annulés.

### Groupe B
| Rang | Équipe             | Pts | J | G | N | P | Bp | Bc | Diff |  | Résultats (▼ dom., ► ext.) |     |     |     |     |
| ---- | ------------------ | --- | - | - | - | - | -- | -- | ---- |  | -------------------------- | --- | --- | --- | --- |
| 1    | Al Ahly SC         | 11  | 6 | 3 | 2 | 1 | 9  | 6  | +3   |  | Al Ahly SC                 |     | 2-1 | 4-1 | 1-1 |
| 2    | TP Mazembe         | 10  | 6 | 3 | 1 | 2 | 9  | 6  | +3   |  | TP Mazembe                 | 2-0 |     | 2-2 | 2-0 |
| 3    | Berekum Chelsea FC | 9   | 6 | 2 | 3 | 1 | 9  | 10 | -1   |  | Berekum Chelsea FC         | 1-1 | 1-0 |     | 3-2 |
| 4    | Zamalek SC         | 2   | 6 | 0 | 2 | 4 | 5  | 10 | -5   |  | Zamalek SC                 | 0-1 | 1-2 | 1-1 |     |

## Phase finale

### Demi-finales
| Équipe 1          | Résultat | Équipe 2   | Aller | Retour |
| ----------------- | -------- | ---------- | ----- | ------ |
| TP Mazembe        | 0 - 1    | ES Tunis   | 0 - 0 | 0 - 1  |
| Sunshine Stars FC | 3 - 4    | Al Ahly SC | 3 - 3 | 0 - 1  |

### Finale
| Aller                             | Al Ahly SC | 1 - 1 | ES Tunis   | Stade Borg Al Arab, Alexandrie |                             |
| 4 novembre 2012 19 h 00 UTC+02:00 | Hamdy 88e  |       | 49e Hichri | Arbitrage : Djamel Haimoudi    | Arbitrage : Djamel Haimoudi |
| 4 novembre 2012 19 h 00 UTC+02:00 | Rapport    |       |            | Arbitrage : Djamel Haimoudi    | Arbitrage : Djamel Haimoudi |

| Retour                             | ES Tunis    | 1 - 2 | Al Ahly SC             | Stade olympique, Radès         |                                |
| 17 novembre 2012 18 h 30 UTC+01:00 | N'Djeng 85e |       | 43e Gedo · 62e Soliman | Arbitrage : Bouchaïb El Ahrach | Arbitrage : Bouchaïb El Ahrach |
| 17 novembre 2012 18 h 30 UTC+01:00 | Rapport     |       |                        | Arbitrage : Bouchaïb El Ahrach | Arbitrage : Bouchaïb El Ahrach |

## Vainqueur
| Ligue des champions de la CAF Vainqueur 2012 |
| -------------------------------------------- |
| Al Ahly SC Septième titre                    |

### Tableau final
|  | Demi-finales      | Demi-finales      | Demi-finales | Demi-finales |          |          | Finale                                                 | Finale | Finale | Finale |
|  |                   |                   |              |              |          |          |                                                        |        |        |        |
|  |                   |                   |              |              |          |          | 4 novembre 2012 / 17 novembre 2012, Alexandrie / Radès |        |        |        |
|  | ES Tunis          | ES Tunis          | 0            | 1            |          |          |                                                        |        |        |        |
|  | ES Tunis          | ES Tunis          | 0            | 1            |          |          |                                                        |        |        |        |
|  | TP Mazembe        | TP Mazembe        | 0            | 0            |          |          |                                                        |        |        |        |
|  | TP Mazembe        | TP Mazembe        | 0            | 0            | ES Tunis | ES Tunis | 1                                                      | 1      |        |        |
|  |                   |                   |              |              | ES Tunis | ES Tunis | 1                                                      | 1      |        |        |
|  |                   |                   | Al Ahly SC   | Al Ahly SC   | 1        | 2        |                                                        |        |        |        |
|  | Al Ahly SC        | Al Ahly SC        | Al Ahly SC   | Al Ahly SC   | 1        | 2        | 3                                                      | 1      |        |        |
|  | Al Ahly SC        | Al Ahly SC        |              |              |          |          |                                                        | 1      |        |        |
|  | Sunshine Stars FC | Sunshine Stars FC | 3            | 0            |          |          |                                                        |        |        |        |
|  | Sunshine Stars FC | Sunshine Stars FC | 3            | 0            |          |          |                                                        |        |        |        |

## Meilleurs buteurs
| Rang | Joueur            | Club               | Buts |
| ---- | ----------------- | ------------------ | ---- |
| 1    | Emmanuel Clottey  | Berekum Chelsea FC | 12   |
| 2    | Mohamed Aboutrika | Al Ahly SC         | 6    |
| 2    | Trésor Mputu      | TP Mazembe         | 6    |
| 2    | Mbwana Samata     | TP Mazembe         | 6    |
| 5    | Mohamed Nagy      | Al Ahly SC         | 5    |
| 5    | Izu Azuka         | Sunshine Stars FC  | 5    |
| 5    | Yannick N'Djeng   | ES Tunis           | 5    |